# Björn Lindström (läkare)
Björn Ludvig Lindström, född 17 december 1917 i Vasa, död 16 november 2002 i Grankulla, var en finlandssvensk läkare. Han var son till Ludvig Lindström.
Lindström blev medicine och kirurgie doktor 1959 samt var docent i kirurgi vid Helsingfors universitet och biträdande överläkare vid Kirurgiska sjukhuset i Helsingfors 1970–1981. Han gjorde en banbrytande insats inom njurtransplantationskirurgi och perifer kärlkirurgi; utförde 1964 den första njurtransplantationen i Finland. Han tilldelades professors titel 1978.